# Cilice (band)
CiLiCe is een Nederlandse mathmetalband die is opgericht in 2006.

## Bezetting

### Huidige bandleden
- Theo Holsheimer - gitarist
- Remco van de Spek - gitarist
- Philipp Moser - drummer

### Voormalige bandleden
- Daniël de Jongh - zanger / gitarist (2006 - 2010)

## Biografie
CiLiCe werd gevormd in augustus 2006 door ex-bandleden van o.a. Orphanage (Remco van de Spek en Theo Holsheimer), Smogus (Daniël de Jongh) en Neuk! (Theo Holsheimer). Ze spelen math metal, beïnvloed door bands als The Dillinger Escape Plan en Meshuggah. Voordat het eerste album uitkwam, toerden ze onder andere in Zwitserland, Duitsland en speelden ze op ProgPower Europe.
In 2009 kwam het debuutalbum Deranged Headtrip uit op PMM Records. Hierop volgden bijzonder positieve kritieken uit binnen- en buitenland.

## Discografie
- Deranged Headtrip (2009)

## Externe bron
- Website CiLiCe